# Nektariusz (Sielezniow)
Nektariusz, imię świeckie Nikołaj Wasiljewicz Sielezniow (ur. 7 maja 1974 w Czulmanie) – rosyjski biskup prawosławny.

## Życiorys
Pochodzi z rodziny robotniczej z Jakucji. Od siedemnastego roku życia przysługiwał w soborze Trójcy Świętej w Krasnojarsku, następnie był również hipodiakonem w soborze Opieki Matki Bożej w tym samym mieście. 1 marca 1998 biskup krasnojarski i jenisiejski Antoni wyświęcił go na diakona. W roku następnym został sekretarzem eparchii. 26 kwietnia 2002 arcybiskup Antoni przyjął od niego wieczyste śluby mnisze i nadał mu imię zakonne Nektariusz na cześć świętego mnicha Nektariusza z Optiny. 21 listopada tego samego roku ten sam hierarcha wyświęcił go na hieromnicha i skierował do pracy duszpasterskiej w soborze Opieki Matki Bożej w Krasnojarsku. Od 2004 służył również w soborze Trójcy Świętej. W tym samym roku w trybie zaocznym ukończył seminarium duchowne w Moskwie.
W marcu 2006 powierzono mu wykonywanie obowiązków przełożonego monasteru Zaśnięcia Matki Bożej w Krasnojarsku, w tym samym roku otrzymał godność igumena, a rok później został przełożonym klasztoru na stałe. W 2007 został również ekonomem eparchii. Rok później w trybie zaocznym ukończył Kijowską Akademię Duchowną, uzyskując stopień kandydata nauk teologicznych. W 2009 reprezentował eparchię krasnojarską na Soborze Lokalnym Rosyjskiego Kościoła Prawosławnego. W tym samym roku otrzymał godność archimandryty.  
Od 2010 ponownie pełnił obowiązki sekretarza eparchii krasnojarskiej, zaś w 2011 został ponadto dziekanem dekanatu krasnojarskiego. W tym samym roku przeszedł do eparchii orłowskiej i liwieńskiej, gdzie został sekretarzem eparchii i proboszczem parafii Iwerskiej Ikony Matki Bożej w Orle. W tym samym roku mianowano go p.o. przełożonego monasteru Zaśnięcia Matki Bożej w Orle, zaś w 2012 został jego przełożonym na stałe.
25 lipca 2014 Święty Synod Rosyjskiego Kościoła Prawosławnego nominował go na biskupa liwieńskiego i małoarchangielskiego. Jego chirotonia biskupia odbyła się 9 września 2014 w soborze Trójcy Świętej w Kałudze pod przewodnictwem patriarchy moskiewskiego i całej Rusi Cyryla.